# Babbage River
Babbage River är ett vattendrag i Kanada.   Det ligger i territoriet Yukon, i den nordvästra delen av landet, 4 300 km nordväst om huvudstaden Ottawa.
Omgivningarna runt Babbage River är i huvudsak ett öppet busklandskap. Trakten runt Babbage River är nära nog obefolkad, med mindre än två invånare per kvadratkilometer.